# Roman Hontjuk
Roman Volodymyrovyč Hontjuk (in ucraino Роман Володимирович Гонтюк?; Nadvirna, 2 febbraio 1984) è un judoka ucraino, vincitore di una medaglia d'argento ed una di bronzo ai Giochi olimpici.

## Biografia
Nato a Nadvirna, in carriera ha vinto la medaglia d'argento alle Olimpiadi di Atene 2004, sconfitto in finale dal greco Īlias Īliadīs.
Ai Giochi olimpici di Pechino 2008 ha vinto la medaglia di bronzo nella categoria fino a 81 kg.

## Palmarès
- Giochi olimpici estivi

Atene 2004: argento negli 81 kg.
Pechino 2008: bronzo negli 81 kg.
- Campionati mondiali di judo

Il Cairo 2005: bronzo negli 81 kg.